# Phyllocyclus minutiflorus
Phyllocyclus minutiflorus är en gentianaväxtart som beskrevs av Thiv. Phyllocyclus minutiflorus ingår i släktet Phyllocyclus och familjen gentianaväxter. Inga underarter finns listade i Catalogue of Life.